# Холокост в Чечерском районе
Холокост в Чече́рском районе — систематическое преследование и уничтожение евреев на территории Чечерского района Гомельской области оккупационными властями нацистской Германии и коллаборационистами в 1941—1944 годах во время Второй мировой войны, в рамках политики «Окончательного решения еврейского вопроса» — составная часть Холокоста в Белоруссии и Катастрофы европейского еврейства.

## Геноцид евреев в районе
Чечерский район был полностью оккупирован немецкими войсками 17 августа 1941 года, и оккупация продлилась 2 года и 4 месяца — до декабря 1943 года. Нацисты включили Чечерский район в состав территории, административно отнесённой к зоне армейского тыла группы армий «Центр». Комендатуры — полевые (фельдкомендатуры) и местные (ортскомендатуры) — обладали всей полнотой власти в районе.
Для осуществления политики геноцида и проведения карательных операций сразу вслед за войсками в район прибыли карательные подразделения войск СС, айнзатцгруппы, зондеркоманды, тайная полевая полиция (ГФП), полиция безопасности и СД, жандармерия и гестапо.
Во всех крупных деревнях района были созданы районные (волостные) управы и полицейские гарнизоны из коллаборационистов.
Одновременно с оккупацией нацисты и их приспешники начали поголовное уничтожение евреев. «Акции» (таким эвфемизмом гитлеровцы называли организованные ими массовые убийства) повторялись множество раз во многих местах. В тех населенных пунктах, где евреев убили не сразу, их содержали в условиях гетто вплоть до полного уничтожения, используя на тяжелых и грязных принудительных работах, от чего многие узники умерли от непосильных нагрузок в условиях постоянного голода и отсутствия медицинской помощи.
За время оккупации практически все евреи Чечерского района были убиты, а немногие спасшиеся в большинстве воевали впоследствии в партизанских отрядах.
Евреев в районе убивали в Чечерске, деревнях Загорье, Осиновка, Залесье, Поплавы (Новозареченский сельсовет), Репище, Ровковичи и других местах.

## Гетто
Оккупационные власти под страхом смерти запретили евреям снимать желтые латы или шестиконечные звезды (опознавательные знаки на верхней одежде), выходить из гетто без специального разрешения, менять место проживания и квартиру внутри гетто, ходить по тротуарам, пользоваться общественным транспортом, находиться на территории парков и общественных мест, посещать школы.
Реализуя нацистскую программу уничтожения евреев, немцы создавали гетто почти во всех городах и населённых пунктах Беларуси, где проживало еврейское население. Так и в Чечерском районе оккупанты организовали одно гетто — в Чечерске.

### Гетто в Чечерске
В 1939 году в посёлке Чечерск из 5138 жителей евреев было 977 человек (19 %). Посёлок находился под нацистской оккупацией 2 года и 3 месяца — с 16 (14) августа 1941 года до 27 ноября 1943 года. К моменту оккупации в Чечерске остались около 200 евреев.
В сентябре 1941 года немцы, реализуя нацистскую программу уничтожения евреев, организовали в посёлке гетто, которое находилось в здании ратуши и нескольких стоящих рядом домах. В него согнали около 280 евреев.
Первый массовый расстрел евреев был организован в ноябре (октябре) 1941 года, когда были убиты 68 (по другим данным, 84) евреев.
Перед окончательной ликвидацией гетто евреев загнали в подвал здания чечерской ратуши, их не кормили и не поили. В 2 часа дня 28 декабря 1941 года евреев вывели на улицу, мороз был около 30 градусов. Многие были босые и без верхней одежды. Обречённых людей под конвоем немцев и полицаев Собороминского, Козлова, Гинцира, Белькина и Чумакова погнали за город. Евреев заставили раздеться и расстреляли в противотанковом рву за выездом из города в сторону Гомеля (продолжение улицы Советской) в 300 метрах слева от дороги Р30. Младенцев убивали, ударяя головкой о мёрзлую землю. В этот день были убиты 432 человека. На этом месте впоследствии немцы убивали ещё пойманных евреев, цыган и других людей.
28 апреля 1942 года на территории гетто были убиты 118 евреев.
В 1954 году на месте расстрела был установлен памятник в виде скульптуры скорбящей матери. Позже были вмонтированы три плиты с фамилиями убитых.

## Память
Опубликованы неполные списки жертв геноцида евреев в Чечерске и Чечерском районе.
Памятник убитым евреям в районе установлен только в Чечерске.